# Mollenard
Mollenard is een Franse dramafilm uit 1938 onder regie van Robert Siodmak. De film werd destijds uitgebracht onder de titel Kapitein Mollenard.

## Verhaal
Kapitein Mollenard werkt voor een firma die wapens verkoopt in het Verre Oosten. Tijdens een verblijf in Shanghai wordt hij overvallen. Hij keert vervolgens terug naar zijn thuisstad Duinkerken. Daar wacht hem een kil onthaal van zijn vrouw. Zij is kwaad, omdat hij zijn gezin jarenlang heeft verwaarloosd. Mollenard verlangt terug naar de zee.

## Rolverdeling
| Acteur            | Personage          |
| ----------------- | ------------------ |
| Harry Baur        | Kapitein Mollenard |
| Albert Préjean    | Kerrotret          |
| Gabrielle Dorziat | Mevrouw Mollenard  |
| Gina Manès        | Marina             |
| Marta Labarr      | Betty Hamilton     |
| Ludmilla Pitoëff  | Marie Mollenard    |
| Foun-Sen          | Chinese            |
| Liliane Lesaffre  | Trainer            |
| Marcel Dalio      | Happy Jones        |
| Jacques Louvigny  | Truffier           |
| Robert Lynen      | Jean Mollenard     |
| Arthur Devère     | Joseph             |
| Maurice Baquet    | Harmonicaspeler    |